# 잡상

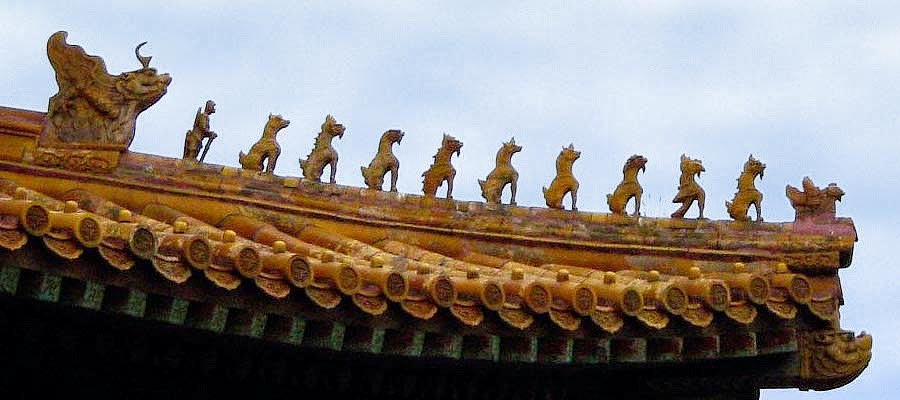

잡상(雜像)은 궁궐 건물 등의 귀마루에 올려 놓은 여러 모양의 형상이다. 상와(像瓦)라고도 한다.

## 같이 보기
- 기와